# Stylopoma vilaensis
Stylopoma vilaensis är en mossdjursart som beskrevs av Tilbrook 200. Stylopoma vilaensis ingår i släktet Stylopoma och familjen Schizoporellidae. Inga underarter finns listade i Catalogue of Life.